# Klucz główny
Klucz główny (ang. primary key) – wybrany minimalny zestaw atrybutów relacji, jednoznacznie identyfikujący każdy rekord tej relacji. To oznacza, że taki klucz musi przyjmować wyłącznie wartości niepowtarzalne i nie może być wartością pustą (null). Ponadto każda relacja może mieć najwyżej jeden klucz główny.
Kluczem głównym może być dowolny klucz potencjalny, ale często stosuje się rozwiązanie polegające na utworzeniu specjalnego atrybutu, którego wartości domyślne pobierane są z sekwencji (tzw. autonumeracja), tak aby zapewnić unikalność klucza.
Przykładowo, w bazie danych która gromadzi następujące dane w każdym rekordzie:
- Imię
- Nazwisko
- Numer telefonu
- PESEL

Kluczem głównym może być PESEL, gdyż jest on unikalny i umożliwia znalezienie osoby w bazie danych, choć numer telefonu również może być kluczem głównym np. w telefonie komórkowym, gdzie dzięki usłudze prezentacji numeru można uzyskać numer telefonu, ale jak ktoś dzwoni to pokazuje się nazwisko. Równie dobrze w tym przykładzie bazy danych można wykorzystać go jako klucz główny.